# Амін Ет-Таїбі
Амін Ет-Таїбі (араб. أمين الطيبي, нар. 5 лютого 2003, Бельгія) — марокканський футболіст, центральний захисник бельгійського клубу «Брюгге».

## Ігрова кар'єра

### Клубна
Амін Ет-Таїбі є вихованцем футбольних академій бельгійських клубів «Мехелен» та «Генк». В грудні 2018 року він підписав професійний контракт з «Генком». У 2021 році контракт було продовжено і захисник почав виступи за другий склад «Генка». 
Влітку 2023 року Ет-Таїбі перейшов до «Брюгге», де також починав грати за дублюючий склад. Першу офіційну гру в основі команди Амін провів 20 липня 2024 року у матчі за Суперкубок Бельгії проти «Юніон Сент-Жилуаз».

### Збірна
У 2018 році Амін Ет-Таїбі почав грати за юнацькі збірні Бельгії. Але у 2023 році він прийняв пропозицію федерації Марокко і влітку того року дебютував у складі молодіжної збірної Марокко.